# Aftermath Music
Aftermath Music – norweska wytwórnia płytowa z siedzibą w Trondheim. Jej właścicielem jest Haavard Holm, gitarzysta zespołu Dooms Vain, który prowadzi również webzine Metal Norge. Nakładem wytwórni ukazały się albumy m.in. In Mourning, Sarkom, The Funeral Orchestra, Runemagick, The Embraced, Azaghal. Oprócz działalności wydawniczej, Aftermath Music posiada także sklep w Trondheim oraz działa jako agencja bookingowa (m.in. Antimatter, Leafblade).